# Медресе Матпанабая
Медресе Матпанабай (узб. Matpanaboy madrasasi) — архитектурный памятник, здание медресе в историческом центре Хивы (Узбекистан), воздвигнутое в 1905 году при узбекском правителе Мухаммад Рахим-хане II на средства одного из знатного чиновника Хорезма — Матпанабая. Расположено слева от хивинской джума-мечети.
В строительстве участвовали известные хорезмские мастера своего времени Худайберган Ходжа и Каландар Кочум.
Медресе одноэтажное (площадь 25,45х24,5 метров), в нём имеются более чем 10 худжр, бывшая учебная аудитория (дарсхана) и мечеть под южным куполом. Оно построено из жжёного кирпича.
В настоящее время является объектом туристического сервиса и показа, где расположен музей истории «Авесты».